# One of these days (Neil Young)
One of these days is een lied dat werd geschreven door Neil Young. Hij bracht het in 1992 uit op zijn album Harvest moon. In dat jaar verscheen het ook op zijn live-album Dreamin' man live '92.
Het wordt gespeeld met onder meer een akoestische gitaar en een steelgitaar. In het achtergrondkoor zijn James Taylor en Linda Ronstadt te horen.
Young blikt erin terug naar zijn samenwerking met vroegere artiesten. AllMusic en Rolling Stone komen uit op zijn tijd bij Buffalo Springfield of Crosby, Stills en Nash, al zijn ze het niet eens over welke samenwerking hij het precies heeft. Hij geeft aan dat hij geen bruggen achter zich wil verbranden. Hij bezingt de tijd toen hij nog in zijn geboorteland Canada optrad tot en met de tijd nu hij in de regio van Los Angeles woont.
Er verschenen verschillende covers van dit nummer, zoals op een album van de Amerikaanse countryzanger  Bill Frisell (Nashville, 1997) en van de Noorse zangeres Ida Sand (Young at heart, 2015).